# Hamburg-Billstedt
Billstedt en stadsdel i Hamburg. 
Den ligger öster om centrum. År 2006 bodde 69 406 personer i stadsdelen som ligger i stadsdelsdistriktet Hamburg-Mitte. Motorvägen A1 passerar genom stadsdelen.
Billstedt uppstod 1928 genom sammanslagning av de tre byarna Kirchsteinbek, Öjendorf och Schiffbek. 1938 uppgick Billstedt i Hamburg.

## Kommunikationer
Tunnelbanans linje U2 trafikerar stadsdelen med sin slutstation i Mümmelmannsberg. Vidare finns även stationerna Billstedt, Merkenstrasse samt Steinfurter Allee. 